# 2019 en santé et médecine
| Années de la santé et de la médecine : 2016 - 2017 - 2018 - 2019 - 2020 - 2021 - 2022    |
| Décennies de la santé et de la médecine : 1980 - 1990 - 2000 - 2010 - 2020 - 2030 - 2040 |

Cet article présente les faits marquants de l'année 2019 en santé et médecine.

## Évènements
- 21 février : une famille française non vaccinée, composée de deux parents (de 30 et 35 ans) et d'un enfant de 5 ans, est officiellement suspectée d'avoir réintroduit la rougeole au Costa Rica, alors que celle-ci avait disparu du pays en 2014. Arrivée sur le territoire costaricien le 18 février, elle est maintenue à l'isolement à l'Hôpital Monseñor Sanabria (es) de Puntarenas[1].
- 5 mars :
  - identification chez un survivant de l'épidémie de maladie à virus Ebola en Afrique de l'Ouest d'un anticorps efficace face aux 3 souches du virus Ebola et qui pourrait donc servir de base pour la création d'un vaccin efficace ; étude publiée dans Nature Structural and Molecular Biology entre-autres par Kartik Chandran de l'Albert Einstein College of Medicine à New York et Erica Ollmann Saphire du La Jolla Institute for Immunology (en) en Californie[2],[3] ;
  - confirmation dans Nature du deuxième cas connu au monde de rémission durable d'un patient souffrant du SIDA atteint du VIH-1[4],[5].
- 15 mai : une étude révèle que des progéniteurs neuraux en provenance du système nerveux central, qui expriment la doublecortine (DCX+), infiltrent les tumeurs de la prostate et les métastases, dans lesquelles ils initient la neurogenèse[6].
- juillet 2019 (date exacte gardée secrète pour l'anonymat de la patiente) : à l'hôpital Antoine-Béclère à Clamart en France, naissance d'un enfant d'une femme de 34 ans qui ne parvenait pas à être enceinte à cause d'un traitement contre le cancer du sein, ce qui a été permis grâce à une technique de prélèvement puis de vitrification d'ovocytes immatures avant le début du traitement, suivi par une maturation in vitro et une insémination in vitro, puis une implantation de l'ovule après la fin du traitement contre le cancer, ce qui constitue une première mondiale à la fois dans les domaines de la médecine de la reproduction et de l'oncologie (la technique actuelle se faisant surtout sur des ovocytes matures et non vitrifiés)[7]. Ce cas sera révélé le 19 février 2020 par un article du professeur Michaël Gryndberg, l'inventeur de cette technique, publié dans la revue Annals of oncology[7].
- septembre 2019 : Une équipe de scientifiques britanniques et kényans découvre Microsporidia MB, un microbe parasite de la division des champignons microsporidia qui empêche les moustiques de transporter la malaria ; l'équipe pense qu'il peut potentiellement être utilisé pour contrôler la malaria, s'ils parviennent à comprendre comment le microbe se répand et comment il bloque la maladie ; la découverte sera rendue publique dans un article Nature Communications le 4 mai 2020[8],[9].
- 14 août : après 12 mois de test sur 109 patients en Afrique du Sud, la Food and Drug Administration annonce qu'un cocktail de médicaments fait de bédaquiline, de linézolide et de prétomanide[10], réparti en 5 comprimés par jour, permet de réduire la durée de traitement de la tuberculose résistante à 6 mois (plus 6 mois de suivi thérapeutique) avec un taux de guérison de 90 %[10] — contre des traitements de 18 à 24 mois avec la prise de 30 à 40 gélules quotidiennes et de nombreuses piqures jusque-là[10].
- 21 octobre : une étude prouve qu'un entérovirus non-polio est à l'origine de la paralysie flasque aiguë[11], une affection touchant les jeunes apparue récemment (2012).
- décembre 2019 : émergence de la pandémie de Covid-19 en Chine.

## Décès
- 7 janvier : Guy Charmot (né en 1914), médecin militaire et résistant français, compagnon de la Libération.
- 14 juin : James Wyngaarden (né en 1924), médecin et administrateur universitaire américain.
- 9 octobre : Loránd Gáspár (né en 1925), poète, médecin, historien, photographe et traducteur français d’origine hongroise.
- 3 novembre : Louis Lareng (né en 1923), professeur agrégé de médecine, spécialiste en anesthésie réanimation et homme politique français, fondateur du service d'aide médicale urgente (SAMU) avec le docteur Madeleine Bertrand.